# High Cliff
Das High Cliff (englisch für Hohes Kliff) ist ein Kliff auf der antarktischen Ross-Insel. Es ragt am Ufer der North Bay auf.
Teilnehmer der Terra-Nova-Expedition (1910–1913) unter der Leitung des britischen Polarforschers Robert Falcon Scott benannten es deskriptiv.